# Alastair MacNeill
Alastair MacNeill, född 1960 i Skottland och uppvuxen i Sydafrika, är författare av äventyrsromaner. Främst känd för en serie böcker baserade på idéer från Alistair MacLean.